# Phytobia calyptrata
Phytobia calyptrata este o specie de muște din genul Phytobia, familia Agromyzidae, descrisă de Friedrich Georg Hendel în anul 1923. Conform Catalogue of Life specia Phytobia calyptrata nu are subspecii cunoscute.